# Alexander González
Alexander David González Sibulo (Caracas, 13 de setembro de 1992) é um futebolista profissional venezuelano que atua como meia, atualmente defende o S.D Huesca.

## Carreira
Alexander David González fez parte do elenco da Seleção Venezuelana de Futebol da Copa América de 2016.